# Наші чоловіки
«Наші чоловіки» — італійська кінокомедія 1966 року, що складається з трьох незалежних частин: «Чоловік Роберти», режисера Луїджі Філіпо Даміко; «Чоловік Ольги», режисера Луїджі Дзампа; «Чоловік Аттилії», режисера Діно Різі.

## Сюжет
І. «Чоловік Роберти»Під час театральної вистави, Джованні Ло Версо (Альберто Сорді) закохався в Роберту (Ніколетта Макіавеллі), яку побачив на сцені в ролі військового з шаблею та вусами. Наступного року вони одружилися, але Роберта не хоче грати другорядну роль біля свого чоловіка. То кому буде належати головна роль у цій сім'ї?.
ІІ. «Чоловік Ольги»Співробітник курії в Бергамо — Октавій Пелагата (Жан-Клод Бріалі) довідався, що Ольга (Мішель Мерсьє) є спадкоємицею старої дуже багатої тітки. Тому він швидко одружується з нею. Однак у заповіті тітки є важлива умова і сам факт її існування дуже погано впливає на психічний стан Октавія. Чи зможуть вони одержати спадок?
ІІІ. «Чоловік Аттилії»
Дуже ревнивий чоловік Аттилії (Ліана Орфей), який винен у пограбуванні та нападі, перебуває в розшуку. Щоб заманити в неї ревнивця, поліція організовує пастку, до Аттилії посилають карабінера — відомого вусатого «серцеїда» Умберто (Уго Тоньяцці). Він у ролі робітника повинен розіграти сцену спокушення Аттилії. Чи зможуть впіймати чоловіка Аттилії?

## Ролі виконують
- Альберто Сорді — Джованні Ло Версо (I)
- Ніколетта Макіавеллі — Роберта (I)
- Жан-Клод Бріалі — Октавій Пелагата (II)
- Мішель Мерсьє — Ольга (II)
- Уго Тоньяцці — Умберто (ІІІ)
- Ліана Орфей — Аттилія (III)